# Szaúd-arábiai férfi kézilabda-válogatott
A Szaúd-arábiai férfi kézilabda-válogatott Szaúd-Arábia nemzeti csapata, melyet a Szaúd-arábiai Kézilabda-szövetség (arabul: الاتحاد السعودي لكرة الي) irányít.

## Eredmények nemzetközi tornákon
A Szaúd-arábiai férfi kézilabda-válogatott az ázsiai kontinens egyik meghatározó csapata. A kézilabda-Ázsia-bajnokságon három bronzérmet szereztek. Az olimpiai játékokon eddig még nem szerepeltek.
A világbajnokságra először 1997-ean jutottak ki. A 2003-as vb-n elért 19. helyezésük az eddigi legjobb eredményük ebben a versenysorozatban.

## Nemzetközi tornákon való szereplések
Világbajnokság
- 1938–1970 - Nem indult
- 1974–1995 - Nem jutott ki
- 1997 – 21. hely
- 1999 – 22. hely
- 2001 – 21. hely
- 2003 - 19. hely
- 2005 – Nem jutott ki
- 2007 – Nem jutott ki
- 2009 – 23. hely
- 2011 – Nem jutott ki
- 2013 – 19. hely
- 2015 – 22. hely
- 2017 – 20. hely
- 2019 – 21. hely
- 2021 – Nem jutott ki
- 2023 – 29. hely

Kézilabda-Ázsia-bajnokság
- 1977 - 8. hely
- 1979 - Nem jutott ki
- 1983 - 5. hely
- 1987 - Nem jutott ki
- 1989 - 5. hely
- 1991 - 10. hely
- 1993 - 5. hely
- 1995 - Nem jutott ki
- 2000 - visszalépett
- 2002 - 3. hely
- 2004 - 5. hely
- 2006 -  visszalépett
- 2008 - 3. hely
- 2010 - 4. hely
- 2012 - 3. hely